# Chassébuurt
Chassébuurt è un quartiere dello stadsdeel di Amsterdam-West, nella città di Amsterdam.
La costruzione di questo quartiere iniziò negli anni '20 del XX secolo.
Nel quartiere è presente un giardino naturale.